# هانسل و گرتل (فیلم ۲۰۰۷)
«هانسل و گرتل» (انگلیسی: Hansel and Gretel (2007 film)) فیلمی در ژانر ترسناک است که در سال ۲۰۰۷ منتشر شد. از بازیگران آن می‌توان به چون جونگ-میونگ اشاره کرد.